# リッケンバッカー・4001
リッケンバッカー・4001はアメリカ合衆国の楽器メーカーであるリッケンバッカー社が製造する4弦エレクトリックベース。
1961年、リッケンバッカー・4000の上位機種として製造開始。その後、複数の派生型が発売される。1981年には後継機となるリッケンバッカー・4003が発売された。ポール・マッカートニーをはじめ多くの有名ミュージシャンが使用している。

## モデル
- 4001
- 4001C64
4001の1964年生産モデルの復刻モデル。生産終了。
- 4001S
- 4001C64S
4001Sの1964年生産モデルの復刻モデル。生産終了。

## 著名なプレイヤー
- ポール・マッカートニー（ビートルズ、ウイングス）：4001S
- クリス・スクワイア（イエス）
- マーティン・ターナー（ウィッシュボーン・アッシュ）
- クリフ・バートン（メタリカ）[1]
- ジョン・エントウィッスル（ザ・フー）
- ロジャー・ウォーターズ（ピンク・フロイド）：1968年まで
- ゲディー・リー（ラッシュ）
- ジョン・キャンプ（ルネッサンス）
- レミー・キルミスター（モーターヘッド）
- リック・ジェームス
- ルー・バーロウ（ダイナソーJr.）：2006年まで
- ロジャー・グローヴァー（ディープ・パープル）[2]
- ブルース・フォクストン（ザ・ジャム）[3]
- モーリス・ギブ（ザ・ビージーズ）[4]

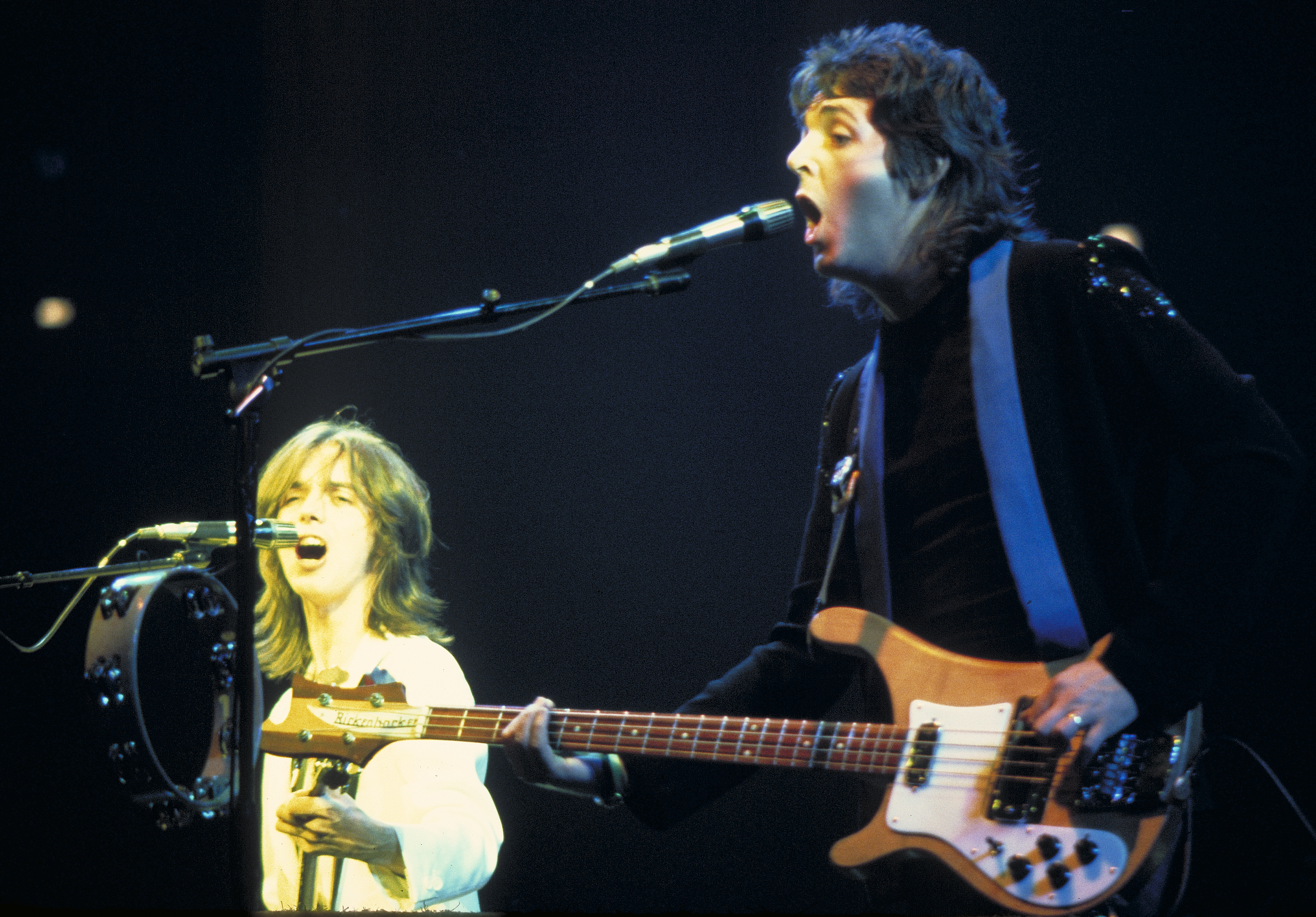
ポール・マッカートニー（1976年）
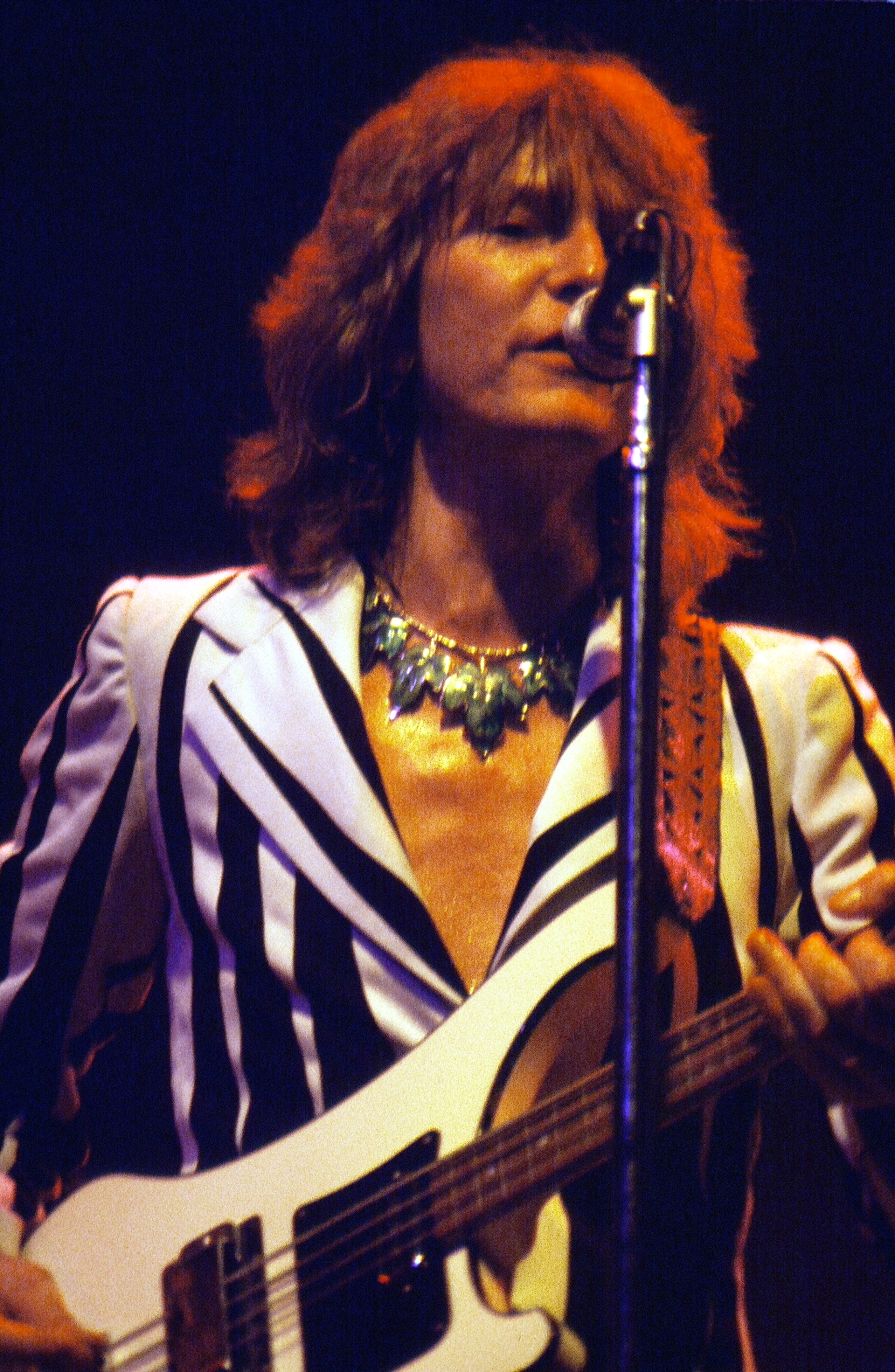
クリス・スクワイア（1977年）
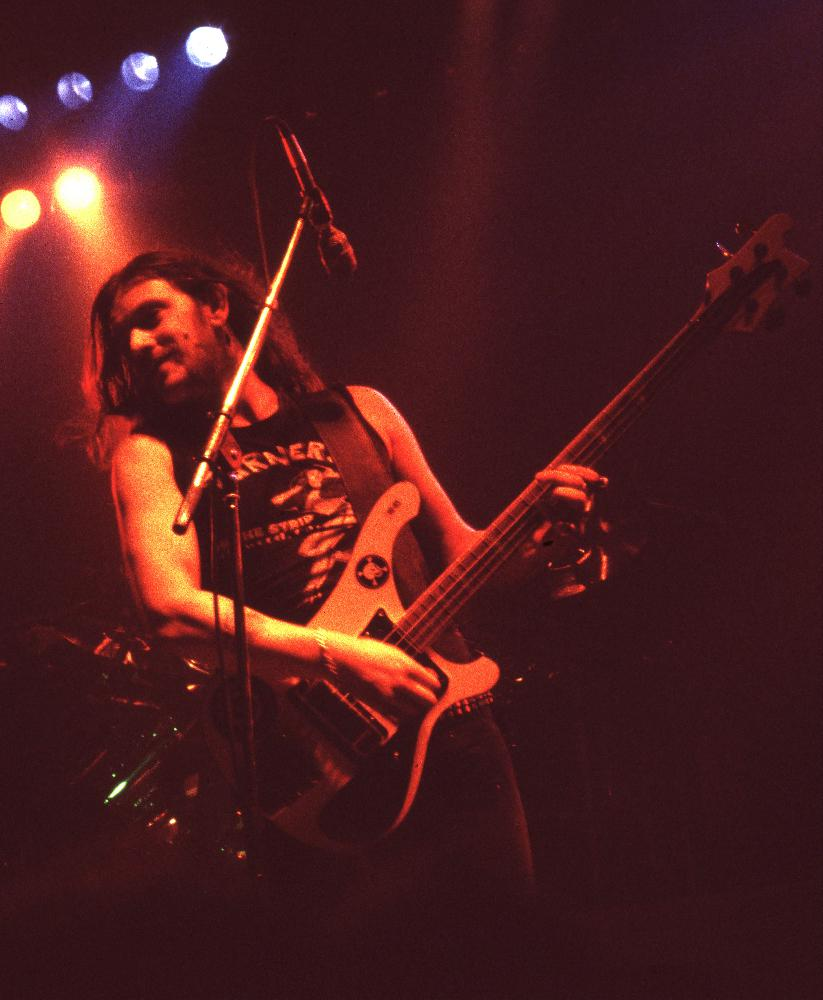
レミー・キルミスター（1982年）